# Amoenema liuae
Espèce
Amoenema liuae est une espèce d'araignées aranéomorphes de la famille des Salticidae.

## Répartition
Cette espèce est endémique du Yunnan en Chine,. Elle se rencontre dans le district de Xishan sur le mont Xi.

## Description
La carapace du mâle holotype mesure 2,19 mm de long et l'abdomen 2,45 mm de long et la carapace de la femelle paratype mesure 2,21 mm et l'abdomen 2,71 mm.

## Systématique et taxinomie
Cette espèce a été décrite en 2023 par Yu (d) et Zhang (d) dans une publication coécrite avec Wang (d) et Maddison (d).

## Étymologie
Cette espèce est nommée en l'honneur de Zhuangzhuang Liu, l'amie de Kun Yu.

## Publication originale
- (en) Yu, Wang, Maddison & Zhang, « Two new genera of Euophryini from southern China and Malaysia (Araneae, Salticidae, Salticinae) », Zootaxa, 2023, vol. 5231, n. 3, p. 201-248.